# Parallellimport
Parallellimport innebär införsel av ett godkänt läkemedel från ett annat land inom EU och EES. För att parallellimport ska få förekomma måste den vara godkänd av Läkemedelsverket. 
Parallelimport har en viktig funktion för den svenska apoteksnäringen, då det möjliggör ökade handelsmarginaler för patenterade läkemedel än de av TLV fastställda marginalerna. Dessa marginaler fås genom att parallellimportören tillåts förhandla om rabatter med apotekskedjorna. Ungefär 10% av alla läkemedel som säljs i Sverige är parallellimporterade.